# Plasmon de surface

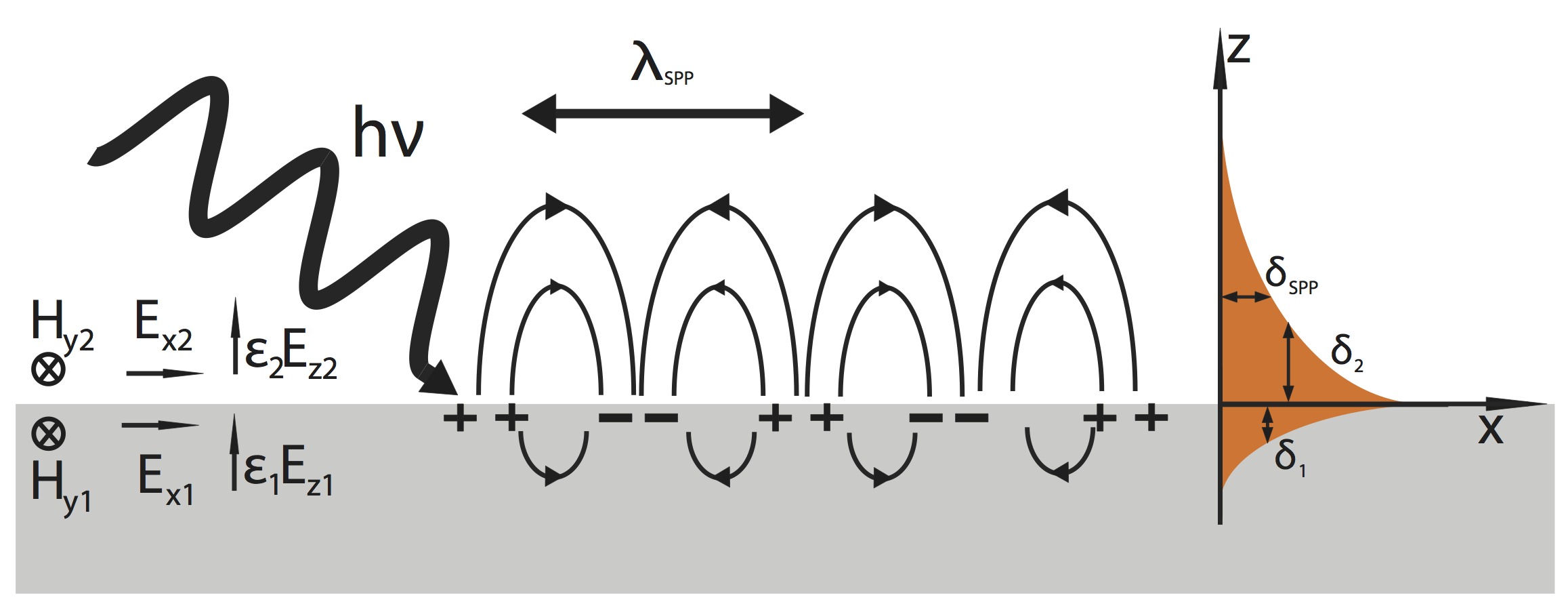
Représentation schématique d'une onde de densité électronique se propageant le long d'une interface métal-diélectrique. Les oscillations de densité de charge et les champs électromagnétiques associés sont appelés polariton plasmonique de surface. La dépendance exponentielle de l'intensité du champ électromagnétique par rapport à la distance de l'interface est illustrée à droite. Ces ondes peuvent être excitées très efficacement avec de la lumière dans le domaine visible du spectre électromagnétique.

Le plasmon de surface est une onde électromagnétique guidée à la surface d’un métal. Elle se propage partiellement dans le métal (l’onde y pénètre à une profondeur de 25 nm typiquement pour les métaux nobles). Le plasmon de surface étant un mode guidé, se propageant le long d’une interface plane, il ne peut pas être excité simplement par un faisceau de lumière incident. Il faut utiliser un coupleur (à prisme ou à réseau). Une des caractéristiques les plus importantes du plasmon de surface est que c’est un mode localisé à l’interface. Dit autrement, on arrive à obtenir un champ particulièrement intense au niveau de la surface du métal.
Le plasmon de surface doit son nom au fait que le gaz d’électrons libres contenu dans le métal fait qu’on peut décrire la réponse du métal comme celle d’un plasma, un gaz d’électrons et de noyaux atomiques. Il faut cependant noter que le plasmon de surface est une onde électromagnétique transverse (comme la lumière) et que ce n’est donc pas à proprement parler un plasmon de volume (l’onde longitudinale capable de se propager dans les plasmas).
L'existence de plasmons de surface a été prédite pour la première fois en 1957 par Rufus Ritchie. Au cours des deux décennies suivantes, les plasmons de surface ont fait l'objet d'études approfondies par de nombreux scientifiques, dont les principaux étaient T. Turbadar dans les années 1950 et 1960, et Heinz Raether, E. Kretschmann et A. Otto dans les années 1960 et 1970. Le transfert d'informations dans des structures à l'échelle nanométrique, similaire à la photonique, au moyen de plasmons de surface, est appelé « plasmonique ».

## Applications
L’existence du plasmon de surface explique un grand nombre de résonances de systèmes comportant des métaux ou des nanoparticules métalliques. Ces résonances sont mises à profit pour de nombreuses applications, certaines étant commercialisées. Pour l’heure, il existe une utilisation particulièrement importante de cette propriété : c’est l’amplification par effet Raman, cela consiste à éclairer un métal pour voir ce qu’il ré-émet. En effet, il y a plusieurs applications comme :
- la détection des particules : les détecteurs sont hypersensibles, les concentrations limites vont de la nanomole par litre au femtomole par litre. Un spectre Raman est alors mis en évidence comme pour une spectroscopie infrarouge ou dans le domaine visible-ultraviolet. Ceci permettrait la détection de biomarqueurs de maladies dans des milieux biologiques ;

- l'identification de produits lors d’une réaction chimique ;

- la mesure de pH dans une cellule.

Un article détaillé explique cette technique ci-dessous.

## Principe
En particulier, une interface entre un métal, tel l'argent, et le vide ou l'air, révèle assez facilement l'apparition des plasmons. Le vecteur d'onde {\displaystyle {\vec {k}}} a alors deux composantes, une réelle, correspondant à la propagation du plasmon le long de l'interface, et une composante imaginaire, caractérisant la décroissance de l'onde des deux côtés de l'interface.
Un exemple de telles ondes peut être obtenu par un montage simple, nécessitant néanmoins quelques moyens techniques.
Sur une face d'un prisme en verre, on dépose (par évaporation) un film d'argent de quelques dizaines de nanomètres d'épaisseur. On amène alors un rayon de polarisation TM (transverse magnétique) avec un angle incident {\displaystyle \theta _{s}} supérieur à l'angle incident limite de réfraction {\displaystyle \theta _{l}} du dioptre verre-air. Pour un angle bien déterminé, caractéristique du métal, l'onde qui était totalement réfléchie est absorbée par l'excitation des plasmons de surface : l'onde réfléchie disparaît.
Le phénomène est alors aisément observable.
Cette capture de l'onde incidente est permise par la nature complexe de la constante diélectrique du métal, qui fait le lien entre l'onde incidente TM et l'onde plasmon de surface.
Ces ondes trouvent diverses applications en physique et biophysique avec la résonance plasmon de surface.

### Détails de la génération des plasmons de surface
La figure ci-contre montre une suite d'instantanés d'un paquet d'onde transverse magnétique arrivant de la gauche (voir le schéma précédent) à l'interface verre-métal. Le paquet est réfléchi en partie, du fait de la capture de l'énergie électromagnétique par le plasmon de surface qui est créé. Le plasmon se déplace alors à l'interface métal-air. Le choix d'échelles d'espace très différentes permet la mise en évidence de l'importante augmentation de la densité de l'énergie du champ électromagnétique, caractéristique du phénomène, résultat du confinement, source de nombreuses applications.